# Aphanogmus hakonensis
Aphanogmus hakonensis är en stekelart som beskrevs av William Harris Ashmead 1904. Aphanogmus hakonensis ingår i släktet Aphanogmus och familjen pysslingsteklar. Inga underarter finns listade i Catalogue of Life.